# Gries (Bas-Rhin)
Gries település Franciaországban, Bas-Rhin megyében. Lakosainak száma 2886 fő (2022. január 1.). Gries Bischwiller, Haguenau, Kurtzenhouse, Weitbruch és Weyersheim községekkel határos.

## Története
Nevét először 826-ban említették először Gerareshusa néven. Későbbi névváltozatai: 830-ban Gerireshusa, 974-ben Grioz, később Gerires, Grieze, és végül Gries.
1332-ig Alsó-Elzászhoz, később Lichtenberghez, majd a Zweibrücken-Bitschhez tartozott. Hanau-Lichtenberg idején vezették be a Reformációt, a lakosság protestáns lett.
1622-ben, a harmincéves háború idején Gries teljesen elpusztult, lakosai Strasbourgba menekültek a Mansfeld csapatok elől.
A régió újranépesítésére svájci német telepesek jöttek a városba.
- Kastély maradványai – a 15. században a strasbourgi püspök lakóhelye volt, ekkor elpusztult. Maradványai a településtől délkeletre találhatók.
- A református templom orgonája, melyet 1781-ben Johann Andreas Silbermann épített.

Adminisztráció
A város jelenlegi polgármestere Claude Kern, akit először 2001-ben választottak polgármesternek, majd 2008-ban újraválasztották a második ciklusban is (2014-ig).

## Itt születtek, itt éltek
- Andreas Thurman (Gartz, Pomeránia, 1591-Gries, 1672 február 6)- lelkész volt Gries, Kurtzenhausen, Weitbruch és Geudertheim-ben 1628-1672 között. Ő is Deacon és iskolaigazgató Westhoffenben 1622-1627 között, és a hercegi udvar prédikátora Bischwiller re 1633. 1623-ban feleségül vette Mária Pfaut, egy sörgyáros lányát.

## Népesség
A település népességének változása:
| Lakosok száma | 2776 | 2747 | 2903 | 2864 | 2869 | 2874 | 2879 | 2879 | 2886 |
|               | 2013 | 2015 | 2016 | 2017 | 2018 | 2019 | 2020 | 2021 | 2022 |

| Év            | 1962 | 1968 | 1975 | 1982 | 1990 | 1999 | 2007 |
| Lakosság (fő) | 1908 | 2093 | 2281 | 2319 | 2464 | 2688 | 2763 |